# Xok (Kəngərli)
Xok è un comune dell'Azerbaigian situato nel distretto di Kəngərli.